# Greta diaphanus
Greta diaphanus är en fjärilsart som beskrevs av Dru Drury 1773. Greta diaphanus ingår i släktet Greta och familjen praktfjärilar. Inga underarter finns listade i Catalogue of Life.

## Bildgalleri

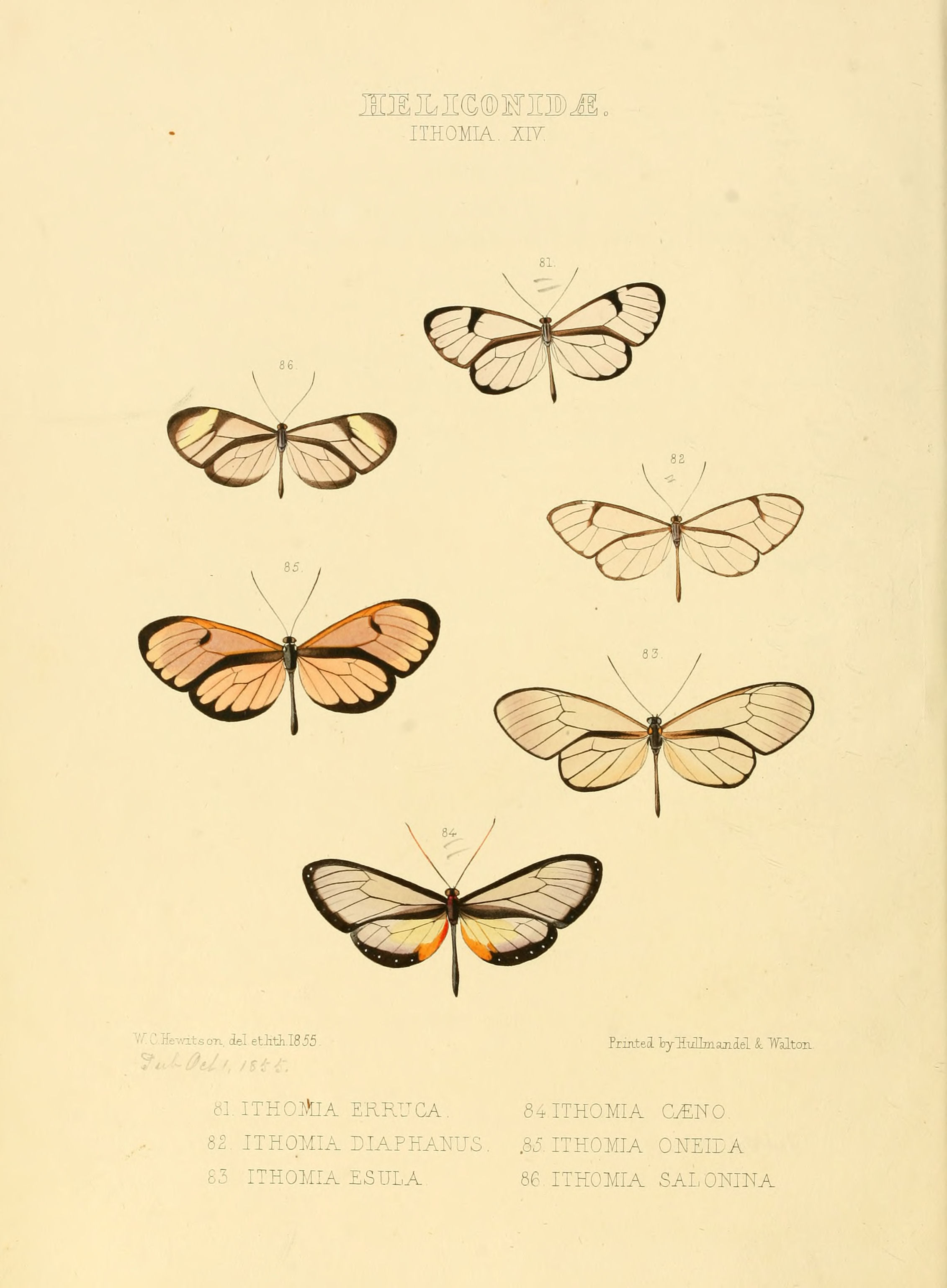